# Gualfard de Vérone
Wolfhard d'Augsbourg
Saint Gualfard de Vérone (ou Wolfhard d'Augsbourg) (1070–1127) est un artisan, commerçant et ermite souabe qui a vécu autour de Vérone. Une vita hagiographique est composée, selon les Bollandistes, quelques décennies après sa mort, probablement vers la fin du XIIe siècle. Au début du XVIe siècle, il est vénéré comme le saint patron de la guilde des fabricants de selle à Vérone.

## Biographie
Gualfard est né à Augsbourg, la principale ville de Souabe à l'époque. En 1096, il est en pèlerinage — Wallfahrer, en allemand, signifie pèlerin, d'où son nom italien — depuis Augsbourg « avec quelques marchands compagnons », selon sa Vita. Il s'arrête à Vérone, où il réside pendant un certain temps avec un compagnon nommé Sieghard, bien qu'il soit maître harnacheur de métier. De cette brève période, sa Vita dit : Dans eodem vero loco beatissimus Gualfardus in sellarum exercitio (nam optimus sellator erat) parvo tempore moratus (à cet endroit même, le béni Gualfardo a travaillé des selles [pour le meilleur sellier qu'il était] mais pour une courte période). Il finit par s'installer dans une forêt dense de l'autre côté des rives de l'Adige, non loin de Vérone, après avoir donné tout son argent aux pauvres. Il y vit vingt ans durant avant d'être retrouvé par des chasseurs (des pêcheurs pour Butler) qui le ramènent à Vérone et l'installent dans ce « qu'on appeleait le couvent », sans l'empêcher de mener la vie qu'il menait. Il ouvre une boutique près de l'abbaye de San Salvatore, mais lors d'une inondation, il quitte a nouveau la ville et construit une cellule d'ermite près de l'église de Santa Trinità dans la campagne voisine. Jusqu'à sa mort, il est recherché par les Véroniens pour ses miracles. Il meurt à Curte-Regia près de Vérone en 1127.
Le 27 octobre 1602, certaines de ses reliques sont transférés à Augsbourg, où une fête lui est dédiée.